# George G. Kobbe

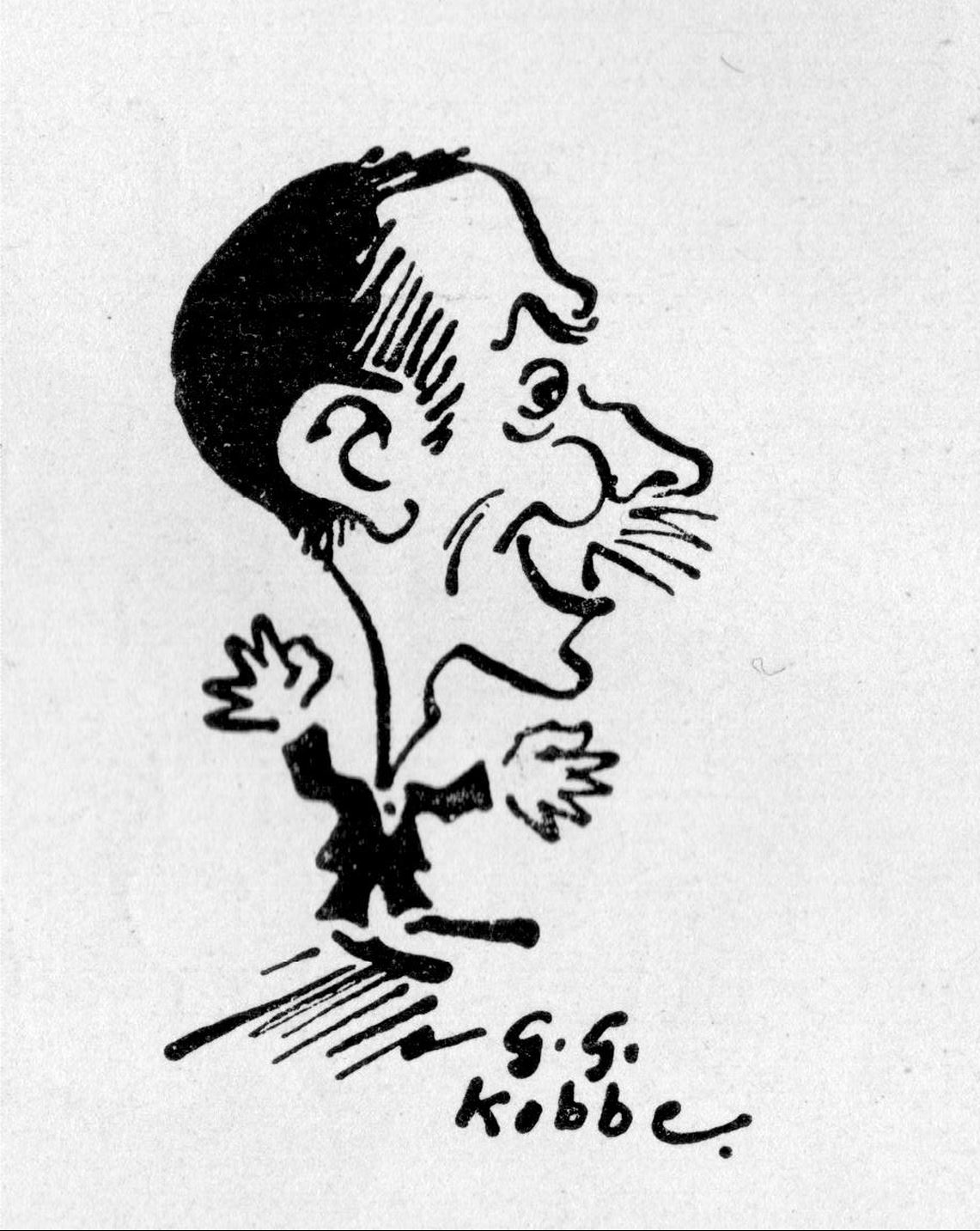
George G. Kobbe: Selbstportrait, Berlin 1931.

George G. Kobbe (* 5. April 1902 als Gustav Hermann Georg Kobbe in Charlottenburg; † 23. Oktober 1934 in Berlin) war ein deutscher Zeichner, Karikaturist und Illustrator.

## Leben

### Jugend und erste Veröffentlichungen
Seine Eltern waren der Kaufmann Hermann Kobbe (* 1863 in Berlin; † 1946 ebendort) und Elisabeth Kobbe, geb. Griesemann (* 1877 in Rothensee, Kreis Wolmirstedt; † 1946 in Berlin). Über die Schulzeit Kobbes ist nichts bekannt.  Bereits als Jugendlicher fand er Zugang zu progressiv-künstlerischen Strömungen in Berlin, vorrangig dem Dadaismus. So illustrierte der 16-jährige Kobbe 1918 Richard Hülsenbecks dadaistischen Roman Azteken, oder die Knallbude, der im Berliner Verlag Reuß und Pollack erschien. Zur selben Zeit entwarf Kobbe Bühnenbilder, u. a. zu Gerhart Hauptmanns Hanneles Himmelfahrt und Frank Wedekinds Frühlings Erwachen. Anfang 1919 erschien zudem die erste Einzelveröffentlichung Kobbes, der Modenkalender auf das Jahr 1919 als Neujahrsgabe des Verlages Reuß und Pollack.
1920 gestaltete Kobbe für den Verlag Leon Hirsch den Umschlag der Streitschrift Die dadaistische Korruption des Autors Walter Petry. Mit dieser Arbeit sowie der Grafik Fantasie, die in der Programmzeitschrift des Kabaretts Schall und Rauch erschienen war, wurde der 18-jährige Kobbe einer der jüngsten ausstellenden Künstler der Ersten internationalen Dada-Messe 1920 in Berlin.

### Studienjahre 1921 bis 1924

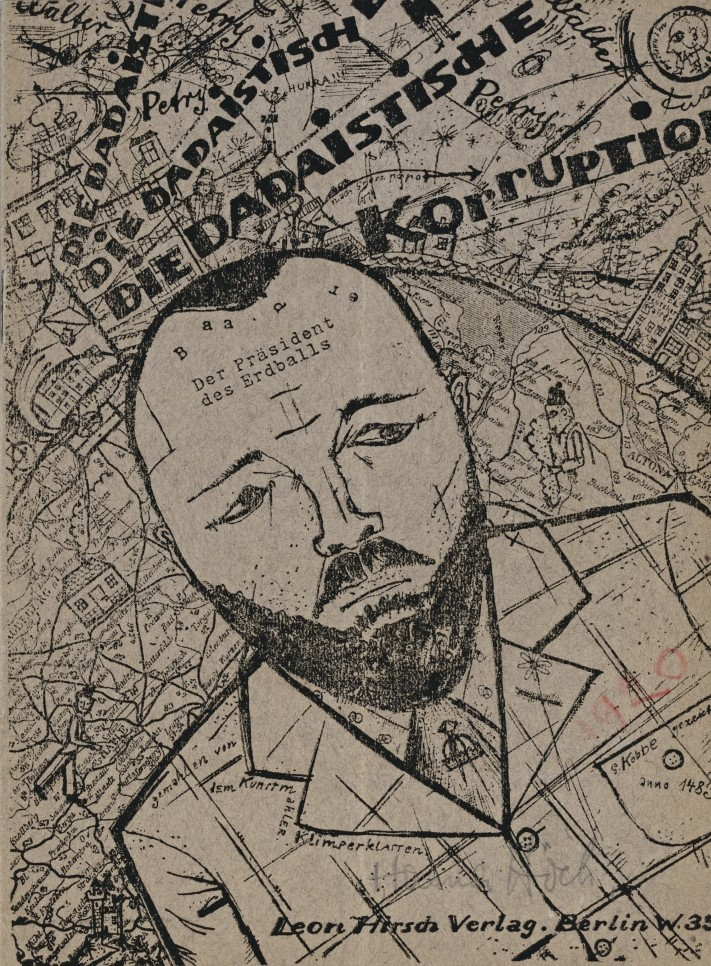
Buchumschlag von George G. Kobbe für Die dadaistische Korruption von Walter Petry, Berlin 1920.

Spätestens 1921 begann Kobbe ein Studium in der Grafikklasse von Emil Orlik an der Staatlichen Lehranstalt des Kunstgewerbemuseums Berlin (seit 1924 Vereinigte Staatsschulen für Freie und Angewandte Kunst). Mit ihm studierten u. a. Erna Schmidt-Caroll, Erich M. Simon, Marcellus Schiffer, Joachim Rágòczy und Walter Wellenstein. Zu den Künstlerfesten der Lehranstalt erschienen mehrere Kleinschriften und Mappenwerke mit grafischen und textlichen Beiträgen Kobbes, zuletzt im März 1924.
Hanne Bergius sieht Georg Kobbe in dieser Zeit unter sichtbarem künstlerischen Einfluss des neun Jahre älteren Georg Grosz. Grosz, der bis 1917 ebenfalls an der Staatlichen Lehranstalt studierte, organisierte nicht nur die Berliner Dada-Messe, sondern bewegte sich wie Kobbe im Umfeld des Kabaretts Schall und Rauch. Vermutlich folgte Kobbe daher Grosz auch in der Anglisierung seines Vornamens; ab 1921 signierte er seine Werke ausschließlich mit George G. Kobbe.
Den Sommer 1922 verbrachte Kobbe mit Freunden am Bodensee, darunter waren der Autor und Verleger Alfred Richard Meyer sowie der Zeichner Erich Godal Parallel veröffentlichte Kobbe stark ästhetisierende Zeichnungen im Stile des Art déco in der vom Verband der Deutschen Modeindustrie herausgegebenen luxuriös ausgestatteten Zeitschrift Styl.
Am 31. Oktober 1922 wurden vier Aktskizzen von Kobbe und Godal auf der Juryfreien Kunstschau Berlin wegen „Verbreitung unzüchtiger Darstellungen“ beschlagnahmt und beide Künstler angeklagt. Im Juni 1923 wurden sie zu Geldstrafen verurteilt und die beschlagnahmten Kunstwerke vernichtet, obwohl es sich dabei um Unikate handelte. Dieser Fall von künstlerischer Zensur wurde in Publikationen im In- und Ausland kontrovers diskutiert, u. a. von Joseph Roth in der Frankfurter Zeitung.
Im Oktober 1923 veröffentlichte Kobbe in der von Stefan Grossmann herausgegebenen Wochenschrift Das Tage-Buch die programmatische Glosse Stoßseufzer des Malers, in der er die revolutionäre Phase der Gegenwartskunst für beendet erklärt und eine Phase der Ruhe fordert.

„Ruhe. klassischeste Ruhe ist das Ziel unserer Kunst. Ruhe als Gegengewicht zu Revolution, Not und Wirrnis des äußeren Lebens. Vor dem Kriege, in einer Zeit der oberflächlich plätschernden Vergnügungen brauchte man die Revolution des Kubismus, des Expressionismus. Was interessiert uns das heute noch!? Wir sind viel zu gehetzt, viel zu müde zu solchen meist nur nach Schweiß riechenden Extasen [...].“

### Erfolg in der Weimarer Republik

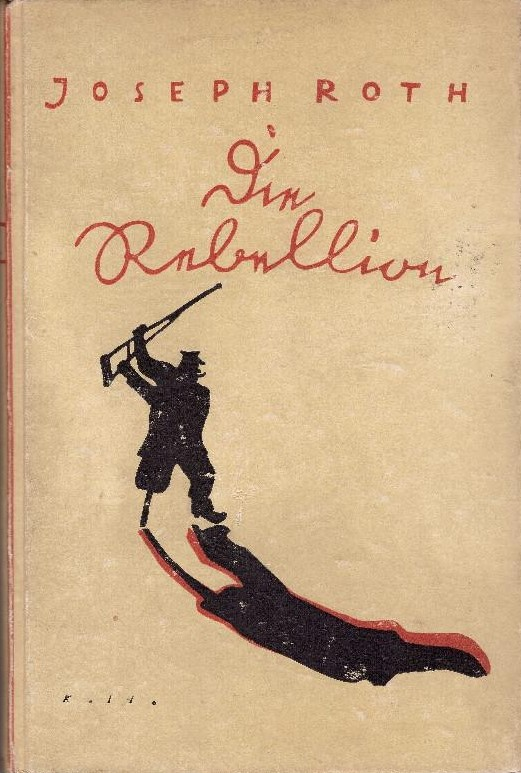
Buchumschlag von George G. Kobbe für Joseph Roths Die Rebellion, Berlin 1924.

Nach dem Abschluss seines Studiums entwickelte sich Kobbe rasch zu einem vielbeschäftigten Buchgestalter, Illustrator, Werbegrafiker und Karikaturisten. So fertigte er ab 1924 für namhafte literarische Verlage der Weimarer Republik Buchumschläge, Titelvignetten und Illustrationen an, u. a. für die Verlage von Ernst Rowohlt und Samuel Fischer. Für den Verlag Die Schmiede gestaltet er 1924 mindestens sechs Titel, darunter auch den Einband des zweiten Romans von Joseph Roth, Die Rebellion.
Ab 1925 fanden sich Kobbes Karikaturen – auch als großformatige Titelbilder – regelmäßig in den führenden Magazinen der Weimarer Republik wie Querschnitt, Die Woche und Westermanns Monatshefte. Regelmäßig zeichnete er zudem für die bekanntesten Zeitschriften aus dem Ullstein-Verlag, so für die Berliner Illustrierte, den Uhu und Die Dame. Künstlerisch orientierten sich die Illustrationen und Karikaturen an Walter Trier, auch wenn Kobbe seine Arbeiten mit sehr viel mehr Objekten füllte, um sein bevorzugtes Sujet – die Auseinandersetzung des Menschen mit seinem komplizierter werdenden Alltag – bildlich stärker auszudrücken:

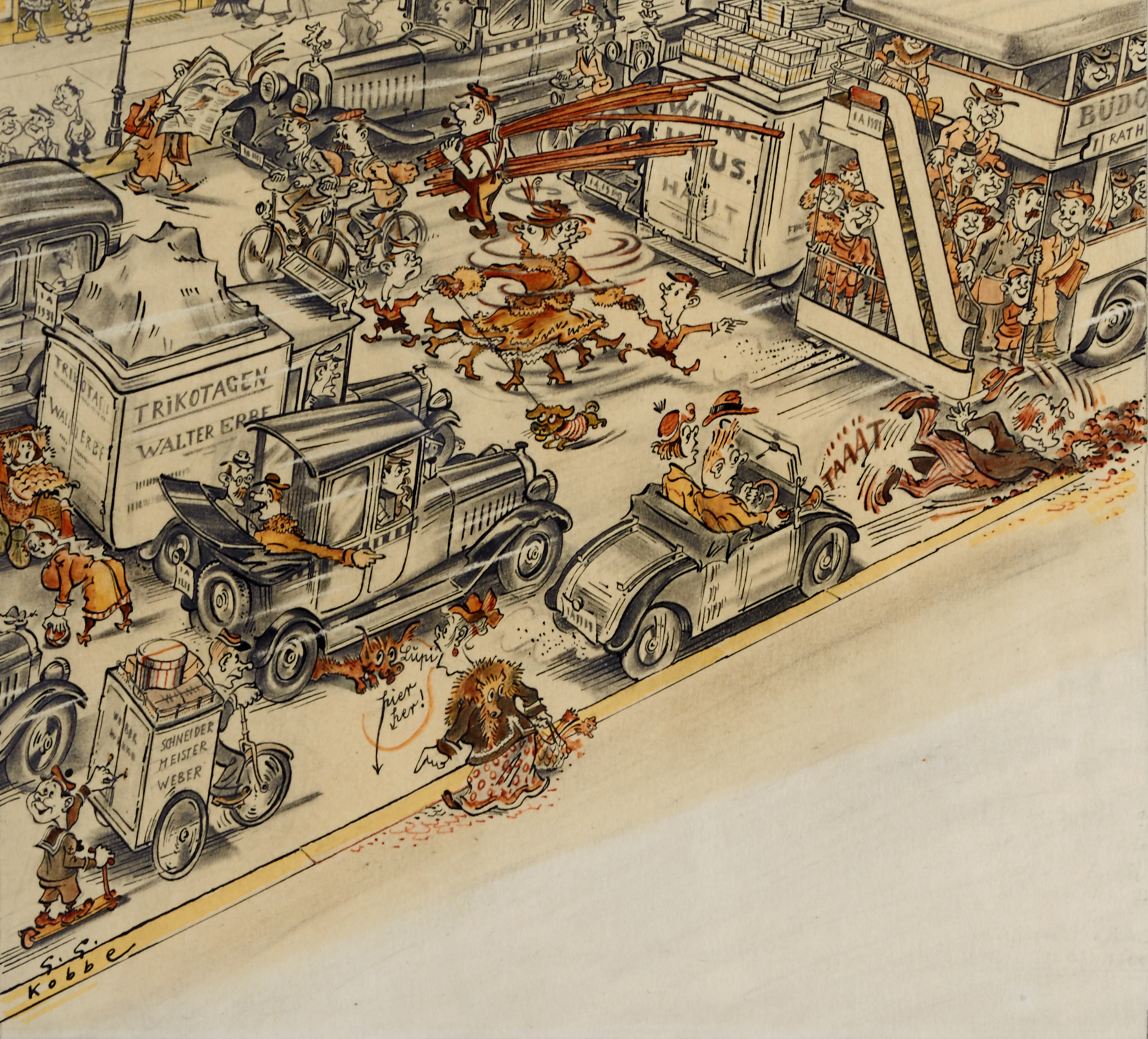
George G. Kobbe: Straßenverkehr, Berlin ca. 1925.

„Ein überraschendes Vielerlei von Personen und Vorgängen zeigt sich stets auf den lustigen Bildern Kobbes, die ebenso für den Kenner und Feinschmecker wie für weitere Kreise etwas ganz besonders Anziehendes haben.“

„Das zweiunddreißigjährige Leben, das künstlerisch und menschlich George G. Kobbe heißt, begann mit phantastischen Märchenzeichnungen von merkwürdiger Frühreife, um mit der gesteigerten Groteske einer Welt zu enden, die mit ihren Eisenbahnen, Dampfschiffen, Luftballons, Automobilen, Tieren und Menschen eben typisch Kobbe'sch war.“

1927 bezog Kobbe eine Atelierwohnung in Berlin-Wilmersdorf, in der er bis zu seinem Tod 1934 wohnte. Über seine Arbeit dort schrieb er:

„Den Mittelpunkt meiner Wohnung bildet natürlich das Atelier, der Raum, der zur berufsmäßigen Herstellung von Humor dient. Die Arbeit geht für den Beschauer ruhig und völlig uninteressant vor sich. [...] So ziehe ich vom Morgen bis zum Abend unentwegt meine Striche. Dann aber hört der Humor des Lebens auf und der erfreulichere Ernst beginnt.“

1928 reiste Kobbe nach Teneriffa und Madeira, wie während dieses Aufenthalts entstandene Aquarelle belegen. 1929 übernahm er die Gesamtausstattung des im Zweiten Romanischen Haus an der Berliner Tauentzienstraße gelegenen Restaurants Atelier. Dabei führte er großformatige Wandgemälde aus, bemalte Tische und gestaltete die Getränkekarte der Bar. Das Gebäude wurde im Zweiten Weltkrieg zerstört, in einem zeitgenössischen Aufsatz sowie auf Postkarten blieben Abbildungen dieser Werke Kobbes erhalten.
1931 veröffentlichte Kobbe acht Karikaturen im Sammelband Humor um uns, der ihn als einen von 24 führenden Karikaturisten neben Karl Arnold, Olaf Gulbransson, Thomas Theodor Heine, Bruno Paul, Paul Simmel, Walter Trier und Heinrich Zille präsentierte. Zum 50. Geburtstag von Alfred Richard Meyer am 4. August 1932 gab Kobbe dessen biographische Bibliographie Munkepunke-Bio-Bibliographie als Privatdruck heraus und illustriert diesen mit 62 Zeichnungen.

### Tod und Nachleben
George G. Kobbe starb im Oktober 1934 im Alter von 32 Jahren in der Berliner Charité. Über die Umstände seines frühen Todes ist nichts bekannt, Alfred Richard Meyer deutet jedoch eine Erkrankung an. Kobbe hinterließ seine Ehefrau Elisabeth, genannt Lilo (* 12. Dezember 1903 in Frankfurt am Main als Sofie Dorothea Elisabeth Weiler), die er im Juni 1924 in Berlin geheiratet hatte. Sie arbeitete nach seinem Tod als Kontoristin und wohnte bis mindestens 1967 in Berlin-Wilmersdorf.
Die Berliner Galerie Gurlitt veranstaltete im März 1935 eine Gedächtnisausstellung für Kobbe, die 44 Aquarelle, Pastelle und Kreidezeichnungen, fünf Ölgemälde, zehn buchgestalterische Arbeiten und 31 Karikaturen zeigte, das dadaistische Frühwerk jedoch unerwähnt ließ.

## Trivia
Hans Sahl nannte die Hauptfigur seines Romans über das Exil Die Wenigen und die Vielen (erschienen 1959) Georg Kobbe. Sahl war wie Kobbe Jahrgang 1902, lebte in Berlin, war mit George Grosz bekannt und schrieb für Zeitungen und Zeitschriften; eine persönliche Bekanntschaft der beiden liegt also durchaus nahe.

## Werk

### Bücher
- Modenkalender 1919. Gezeichnet von Georg Kobbe. Verlag Reuß & Pollack, Berlin 1919. - Mit 13 ganzseitigen Zeichnungen von Georg Kobbe; 32-seitiger Kalender, davon 9 Seiten Anzeigen (z. T. von Georg Kobbe gestaltet), als Werbegabe zum Jahreswechsel 1918/1919 erschienen.
- Modenkalender auf das Jahr 1920. Gezeichnet von G. Kobbe. Verlag Reuß & Pollack, Berlin 1920. - Mit 13 ganzseitigen Zeichnungen von Georg Kobbe; 16-seitiger Kalender, als Werbegabe zum Jahreswechsel 1919/1920 erschienen.
- Munkepunke-Bio-Bibliographie. Privatdruck in 500 Exemplaren, Berlin 1933. - Herausgegeben und mit 62 gezeichneten Vignetten versehen von George G. Kobbe.

### Beiträge in Sammelwerken
- Goldenes Lachen. Eine Lese köstlichen Humors in Wort und Bild. Eingeleitet von Alexander Moszkowski. Verlag Neufeld & Henius, Berlin 1926
- Humor um uns. Ein lachendes Hausbuch. Paul Franke Verlag, Berlin 1931.

### Buchgestaltung
- Richard Hülsenbeck: Azteken, oder die Knallbude. Verlag Reuß & Pollack, Berlin 1918. - Mit einer handkolorierten Illustration von Georg Kobbe.
- Wolfgang von Hanstein: Märchen der Freude. Verlag Reuß & Pollack, Berlin 1919. - Titel, Umschlag und Zeichnung von Georg Kobbe.
- Walter Petry: Die dadaistische Korruption. Klarstellung eines erledigten Philosophieversuches. Leon Hirsch Verlag, Berlin 1920. - Umschlag von Georg Kobbe.
- Egon Erwin Kisch: Die gestohlene Stadt. Erich Reiß Verlag, Berlin 1922. - Umschlagillustration von George G. Kobbe.
- Egon Erwin Kisch: Klassischer Journalismus. Die Meisterwerke der Zeitung. Rudolf Kaemmerer Verlag, Berlin 1923. - Umschlagillustration von George G. Kobbe.
- Karel Čapek: Das Absolutum oder die Gottesfabrik. Verlag Die Schmiede, Berlin 1924. - Einbandzeichnung von George G. Kobbe.
- Albert Daudistel: Die lahmen Götter. Verlag Die Schmiede, Berlin 1924. - Einbandzeichnung von George G. Kobbe.
- Herbert Ihering: Aktuelle Dramaturgie. Verlag Die Schmiede, Berlin 1924. - Typographisch gestalteter Einband von George G. Kobbe.
- Alexander Moszkowski: Anton Notenquetscher läßt Sie grüßen!. Verlag Hoffmann und Campe, Berlin und Hamburg 1924. - Mit Illustrationen von Georg G. Kobbe.
- Joseph Roth: Die Rebellion. Ein Roman. Verlag Die Schmiede, Berlin 1924. - Einbandentwurf von George G. Kobbe.
- Carl Sternheim: Gauguin und van Gogh. Verlag Die Schmiede, Berlin 1924. - Einbandzeichnung von George G. Kobbe.
- Victor Wittner: Sprung auf die Straße. Verlag Die Schmiede, Berlin 1924. - Einbandzeichnung von George G. Kobbe.
- Gabriele Eckehard: Die Frauenfibel. Johannes Asmus Verlag, Hamburg 1925. - Mit farbigen Zeichnungen von George G. Kobbe.
- George Bernard Shaw: Die heilige Johanna. S. Fischer Verlag, Berlin 1925. - Mit acht Steinradierungen von George G. Kobbe.
- Herman Bang: Die vier Teufel. S. Fischer Verlag, Berlin 1926. Mit Illustrationen von George G. Kobbe.
- Gustav Schalk: Deutsche Heldensage für Jugend und Volk - neu erzählt von Gustav Schalk. - Mit acht farbigen Tafeln nach Gemälden von George G. Kobbe. Verlag Neufeld & Henius, Berlin 1926
- Arthur Eloesser: Elisabeth Bergner. Williams & Co Verlag, Berlin-Charlottenburg 1927. Einbandgestaltung der Vorzugsausgabe von George G. Kobbe.
- Paul Morgan: Stiefkind der Grazien. Tagebuch eines Spaßmachers. Universitas Deutsche Verlags Aktiengesellschaft, Berlin 1928. - Mit vielen Zeichnungen von George G. Kobbe.
- Arno Holz: Der chinesische Faun. Privatdruck in 300 Exemplaren, Berlin 1929. Mit 12 Steinradierungen von George G. Kobbe (diese bereits 1924 gedruckt).
- Josef Maria Frank: Berliner Capriccio. Berliner Bibliophilen Abend, Berlin 1932. - Öffentliche Ausgabe im Universitas-Verlag, Berlin 1932. - Einband und Zeichnungen von George G. Kobbe.
- Richard Hughes: Das Walfischheim. S. Fischer Verlag, Berlin 1933. - Mit Zeichnungen von George G. Kobbe.
- Erik Reger: Schiffer im Strom. Ernst Rowohlt Verlag, Berlin 1933. - Mit farbig illustriertem Schutzumschlag von George G. Kobbe.
- Ernst Penzoldt: Kleiner Erdenwurm. Romantische Erzählung. S. Fischer Verlag, Berlin 1934. - Titelvignette von George G. Kobbe.
- Paula Ludwig: Traumlandschaft. Waldemar Hoffmann Verlag, Berlin 1935. - Mit Titelzeichnung von George G. Kobbe.

### Illustrationen in Zeitschriften und Zeitungen (Auswahl)
- Das junge Deutschland. Monatsschrift für Theater und Literatur herausgegeben vom Deutschen Theater. Berlin: Erich Reiß Verlag. - Heft 2, Jahrg. 1919 mit einer Original-Lithographie von Georg Kobbe.
- Schall und Rauch. - Januar 1920, Heft 2.
- STYL. Illustrationen in den Jahren 1922–1923.
- UHU – Das neue Monatsmagazin. Berlin, Ullstein Verlag. – Beiträge in den Jahren 1925–1926.
- Der Querschnitt – Berlin, Ullstein Verlag. – Beiträge im Jahr 1926.
- Die Woche. Moderne Illustrierte Zeitschrift. Verlag August Scherl. - Beiträge in den Jahren 1927–1929.
- Die Dame – Berlin, Ullstein Verlag. – Beiträge in den Jahren 1930–1932.
- Westermanns Monatshefte. Braunschweig, Verlag von Georg Westermann. Beiträge in den Jahren 1929–1933.

### Sonstige Arbeiten (Auswahl)
- Prialbstra - Eine Nacht im Glückhaften Hafen der Kunst vom Ausschuss der Schülerschaft am staatlichen Kunstgewerbe-Museum herausgegeben. 4. März 1921. - Mappe mit 8 Original-Lithographien, darunter eine von George G. Kobbe.
- Stakugemu - Prospekt der Schülerschaft der Unterrichtsanstalt des Staatl. Kunstgewerbemuseums zu Berlin anlässlich des 42. Jahresfestes, März 1924. Zeichnungen von George G. Kobbe.[21]
- Wandmalereien, Innenausstattung und Getränkekarte des Restaurants Atelier in Berlin, 1929.

### Zuschreibungen
Vereinzelt werden Zeichnungen, die mit Peter Buddel signiert sind, George G. Kobbe zugeschrieben, ohne dass dafür belastbare Quellen vorliegen. Gleichzeitig finden sich in der Literatur Hinweise auf einen gleichnamigen Hamburger Zeichner Peter Buddel (1898–?).

## Ausstellungen und Ausstellungsbeteiligungen
- Erste internationale Dada-Messe. Kunsthandlung Dr. Otto Burchard, Berlin 1920.
- Kunstausstellung Berlin 1920 der Abteilung des Vereins Berliner Künstler und der Novembergruppe, Berlin 1920.
- Juryfreie Kunstschau, Berlin 1922.
- Gedächtnisausstellung George G. Kobbe. Galerie Gurlitt, Berlin, März 1935.